# Cucina galiziana
La cucina galiziana  è la cucina regionale della Galizia in Spagna. 

## Piatti tipici
- Almejas de las rias en salsa verde
- Almejas a la marinera
- Almejas con setas
- Arroz con pulpo y tellinas
- Besugo asado al vino
- Bacalao con leche a la gallega
- Bolsitas de buey de mar con zumburinas
- Costillas de ternera al horno
- Cachelada gallega
- Caldo gallego
- Cazuelita de angulas del Mino
- Calamares rellenos al estilo de Vigo
- Cocido gallego
- Chuleton de Betanzos con chachelos y pimientos de herbon
- Guiso de lacon con grelos
- Pulpo a la gallega
- Empanada gallega
- Ensalada de angulas
- Picadillo de chorizo (Zorza)
- Xoubas
- Zamburiñas
- Vieiras a la gallega
- Vieiras al natural
- Lamprea al estilo de la vieja
- Lamprea guisada
- Lacon asado al modo de Lugo
- Lacón con grelos y patatas
- Lubiana con navajas y salsa de grelos
- Leunga con salsa de nueces
- Chorizo con cachelos
- Caldeirada de merluza
- Raxo
- Percebes
- Pato al estilo de ribadeo
- Peixe sapo al ajo
- Pulpo a la mugardesa
- Pulpo a feira
- Pimientos de Herbon
- Merluza a la gallega
- Merluza con acelgas
- Mejillones a la panadeira
- Miolada de Ourense
- Ostras a la viguesa
- Pote gallego
- Sopa de centollo a la gallega
- Sopa de nueces
- Zamburinas al horno al estilo de las Rias Baixaz

## Formaggi
- Queso de Arzúa-Ulloa
- Queso San Simón da Costa
- Queso del Cebreiro
- Leche cuajada y requesón
- Tetilla

## Dolci
- Tarta de Mondoñedo
- Tarta de Santiago
- Almendrados de Allariz
- Tarta de portomarin
- Bolas de castana
- Bica de trives
- Tortitas de maiz
- Melindres
- Orellas de carnaval
- Freixos de calabaza

## Vini
- Albariño
- Ribeiro
- Ribeira Sacra
- Monterrei

## Alcolici
- Aguardiente blanco
- Aguardiente de hierbas,
- Aguardiente tostados
- Queimada